# Ortovero
Ortovero (, Utuê in ligure, Otoê e Ortoê in genovese) è un comune italiano di 1 717 abitanti della provincia di Savona in Liguria.

## Geografia fisica

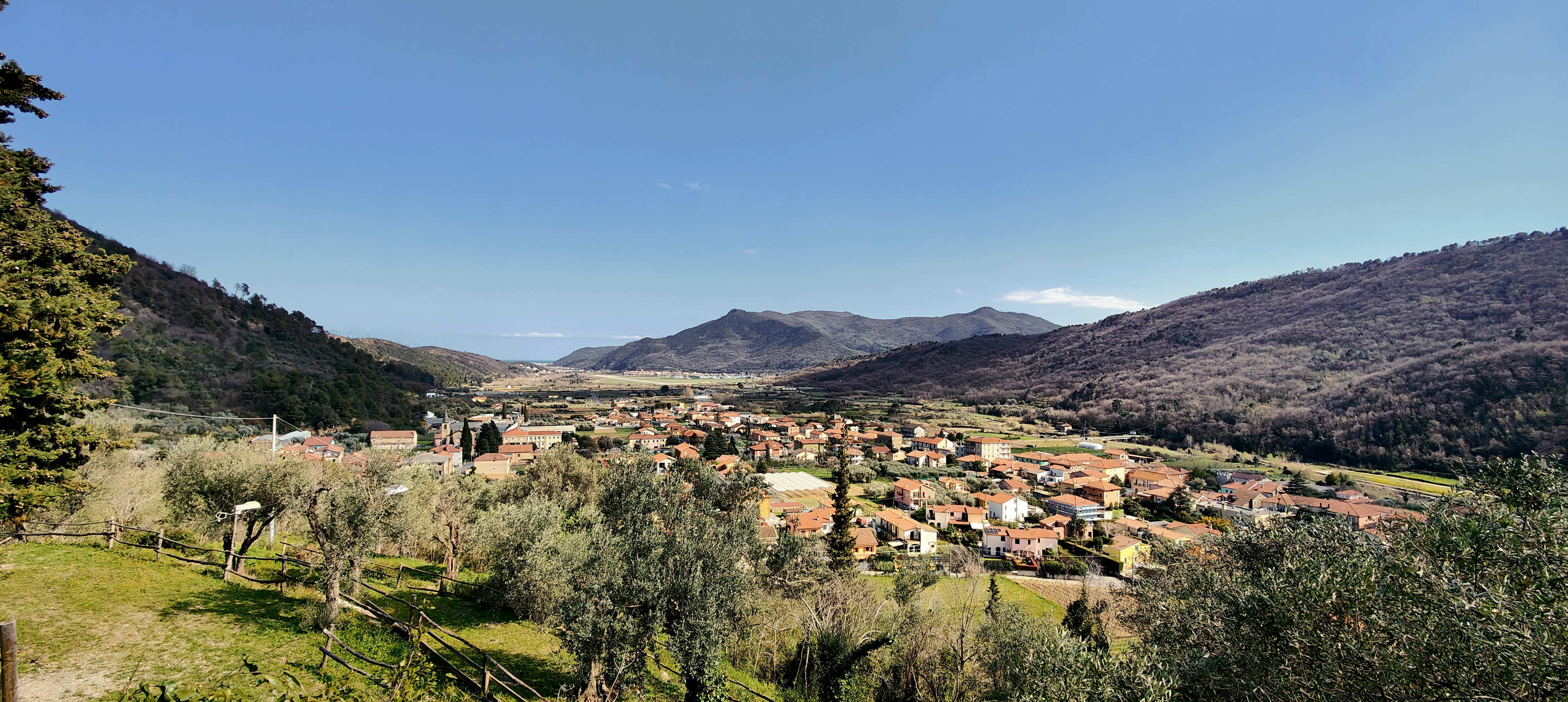
L'abitato visto dalla strada Borgo Fasceo dalla chiesa di S. Giovanni Battista. A Sx in basso si intravede la chiesa parrocchiale di San Silvestro, in fondo (verso il centro) la pista dell'aeroporto con Villanova d'Albenga (verso Dx) e in direzione mare: Albenga. A Sx dopo la montagna la frazione di Albenga Bastia (non visibile)

Il territorio di Ortovero è collocato nella zona più ampia della valle Arroscia, a ridosso della piana di Albenga. Il capoluogo è ubicato lungo la sponda destra dell'Arroscia, poco più a monte del torrente Lerrone. Le due frazioni di Campi e Pogli - che assieme al capoluogo comunale costituiscono una superficie territoriale di 9,66 km² - sorgono nella piana di fondovalle sulla riva sinistra del torrente Arroscia, alle pendici del monte Chiesa (255 m) e del monte Villa (340 m).
Una particolarità del territorio del luogo sono le cosiddette "argille di Ortovero", un tipo di terreno argilloso e sabbioso risalenti al Pliocene e che ben si presta alle varie coltivazioni agricole e vinicole.

## Storia

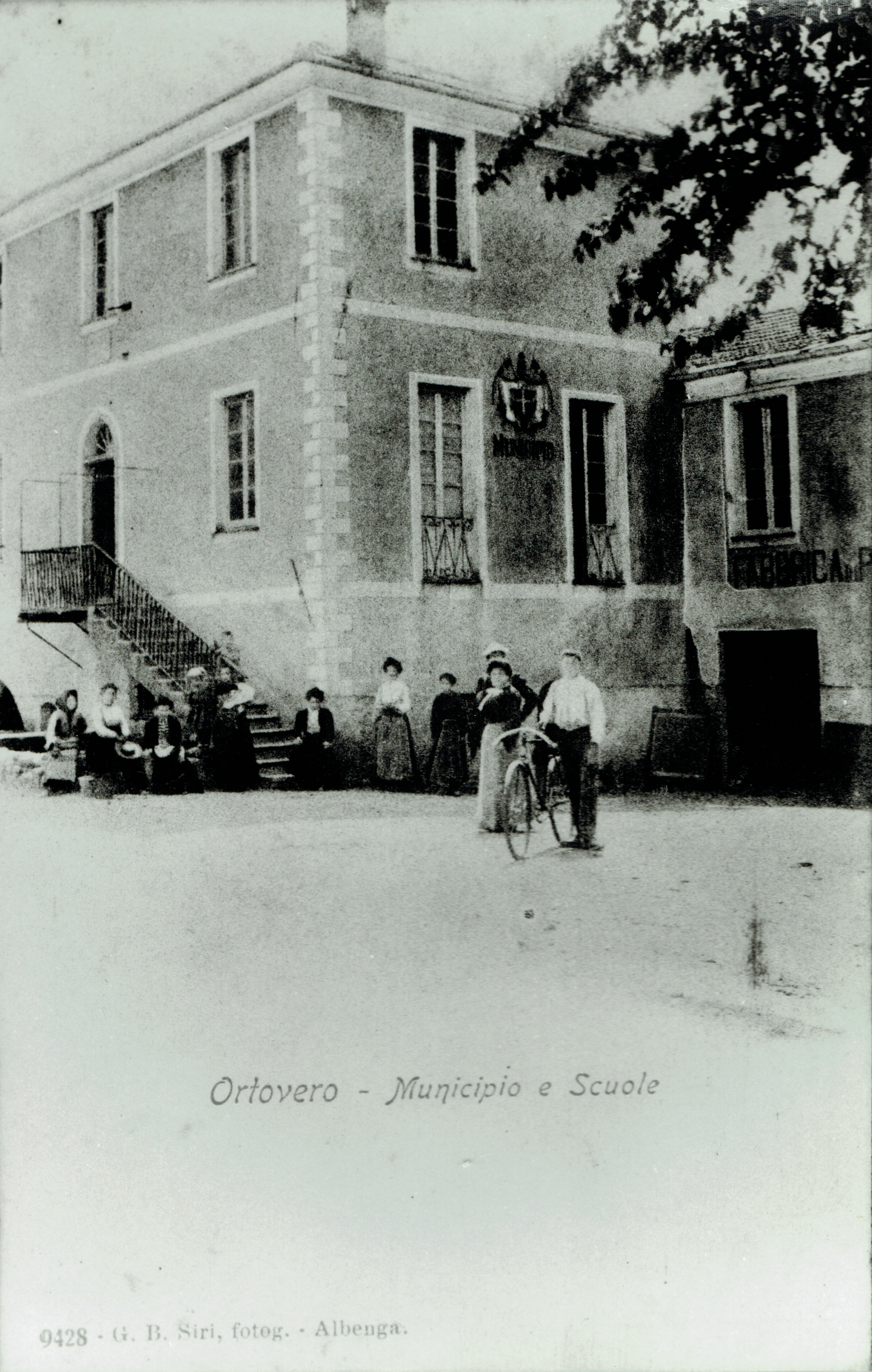
Ortovero - Municipio e scuole nel 1906

Potrebbe risalire al periodo romano la fondazione di un primo centro rurale e agricolo che, stando ad alcuni rinvenimenti dell'epoca, parrebbe identificabile nell'attuale zona del Pozzo dove qualche secolo dopo fu edificata una fortificazione. Lo stesso toponimo di Ortovero deriverebbe dal latino hortus vetus - "orto vecchio" - il cui nome riprenderebbe quei fondi agricoli coltivati che furono pienamente sfruttati pure in epoca longobarda.

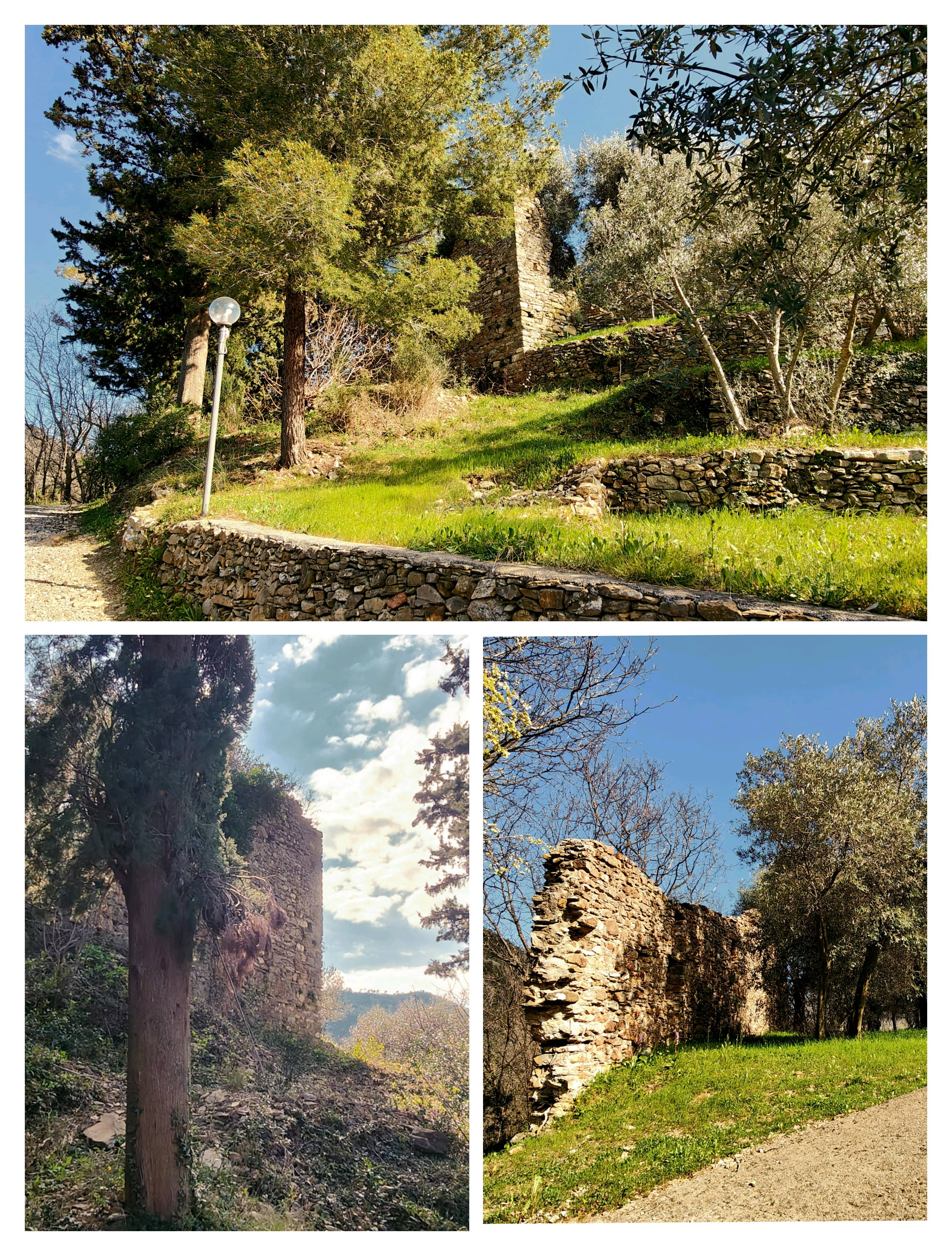
Attorno la chiesa di San Giovanni Battista località Fasceo, sulla strada che conduce (in direzione Pogli) a Borgo Villa: del castello rimangono solo alcune mura

Nel medioevo il borgo di Ortovero e il suo castello furono un importante caposaldo dei marchesi di Clavesana contro il sempre più crescente potere del vicino Comune di Albenga. Tuttavia, già nel 1242 gli abitanti ortoveresi, secondo quanto scritto in un documento dell'epoca, tentarono un primo distacco dalla pressione dei marchesi organizzandosi in Universitas ed in Comunitas. Un risultato, però, invano e che andò invece ad inasprire i rapporti e gli obblighi feudali da parte della comunità di Ortovero verso i signori.
Anche Albenga cercò di limitare un possibile dominio dei Clavesana nella piana albenganese erigendo, nel corso del 1288 e a monte di Ortovero, un nuovo borgo fortificato e in ottima posizione strategica lungo la strada della valle Arroscia: Polium, l'odierna frazione ortoverese di Pogli.
Il passaggio di proprietà del castello, del feudo e del territorio di Ortovero dai Clavesana al Comune di Albenga avvenne nel corso del 1341 e seguendone le sorti albenganesi - e parallelamente della Repubblica di Genova - fino alla dominazione napoleonica di fine XVIII secolo. Dal 1349 è Vescovo di Albenga Giovanni dei marchesi di Ceva e consignore di Priero e Sale quando nacquero delle dispute sulle decime tra l'arciprete e la comunità di Ortovero, il vescovo Giovanni con atto del 10 settembre 1360 a rogito del notaio Antonio Ceva, le acquietò.
Con la successiva dominazione francese venne istituita la municipalità di Ortovero (che inglobò anche la comunità di Pogli) che rientrò dal 2 dicembre 1797 nel Dipartimento del Letimbro, con capoluogo Savona, all'interno della Repubblica Ligure. Dal 28 aprile del 1798 fece parte del I cantone, con capoluogo Albenga, della Giurisdizione di Centa e dal 1803 centro principale del IV cantone della Centa nella Giurisdizione degli Ulivi. Annesso al Primo Impero francese, dal 13 giugno 1805 al 1814 venne inserito nel Dipartimento di Montenotte.
Nel 1815 fu inglobato nella provincia di Albenga del Regno di Sardegna, così come stabilì il Congresso di Vienna del 1814, e successivamente nel Regno d'Italia dal 1861. Dal 1859 al 1926 il territorio fu compreso nel I mandamento di Albenga del circondario di Albenga facente parte della provincia di Genova; nel 1927 con la soppressione del circondario ingauno passò, per pochi mesi, nel circondario di Savona e, infine, sotto la neo costituita provincia di Savona.
Dal 1973 al 31 dicembre 2008 ha fatto parte della Comunità montana Ingauna e, con le nuove disposizioni della Legge Regionale nº 24 del 4 luglio 2008, fino al 2011 della Comunità montana Ponente Savonese.
Dal 2014 al 2024 ha fatto parte dell'Unione dei comuni della vite e dell'ulivo.

### Simboli
Stemma
Gonfalone
Lo stemma e il gonfalone sono stati concessi con il decreto del presidente della Repubblica del 9 maggio 1997.
In precedenza il comune utilizzava uno stemma concesso con D.P.R. del 30 agosto 1952 dove era rappresentato in campo verde un grappolo d'uva nera, accompagnato nel canton destro del capo da un castello di rosso, torricellato di un pezzo centrale. Il gonfalone era un drappo di verde.

## Monumenti e luoghi d'interesse

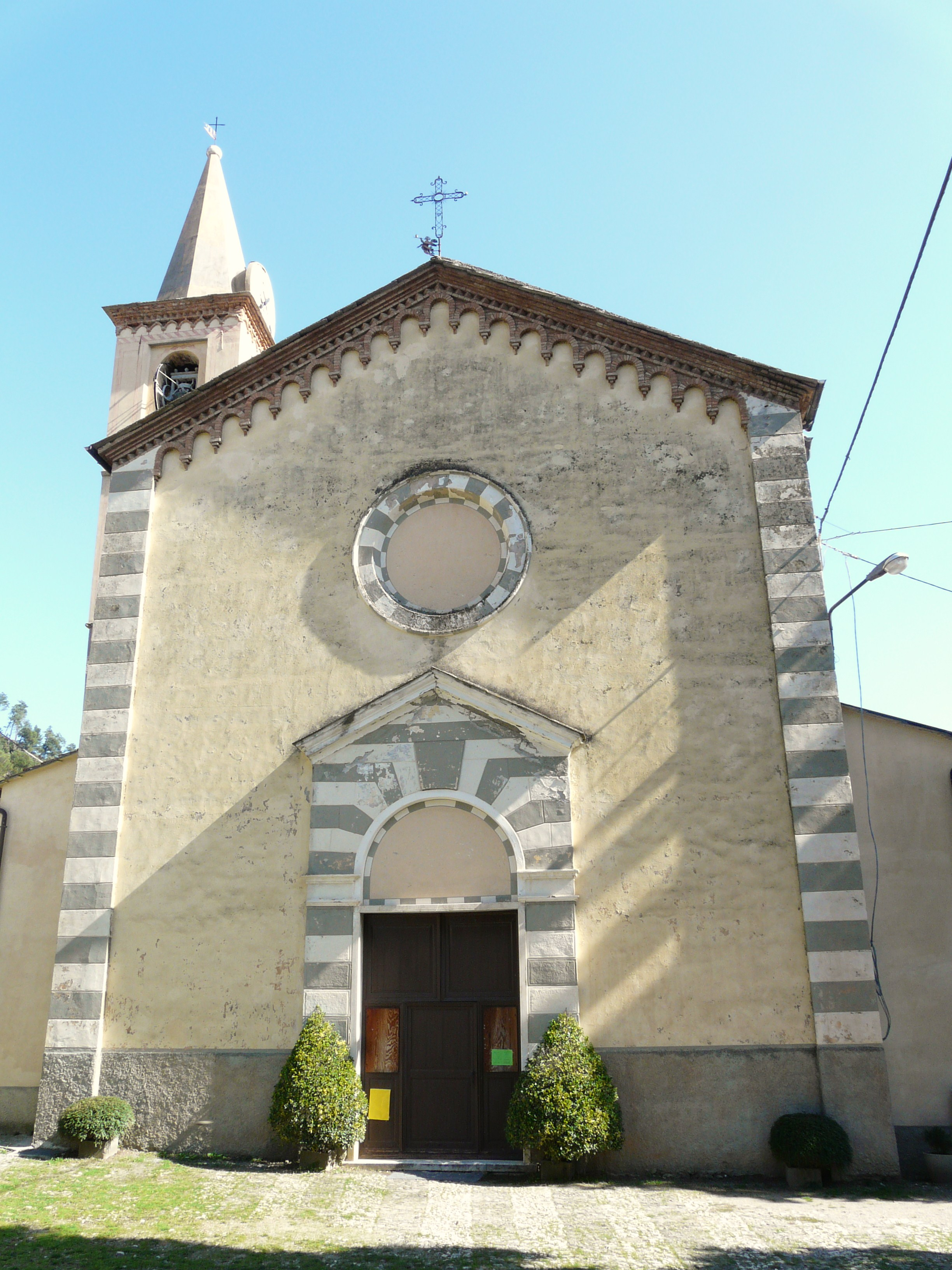
La chiesa parrocchiale di San Silvestro ad Ortovero

### Architetture religiose

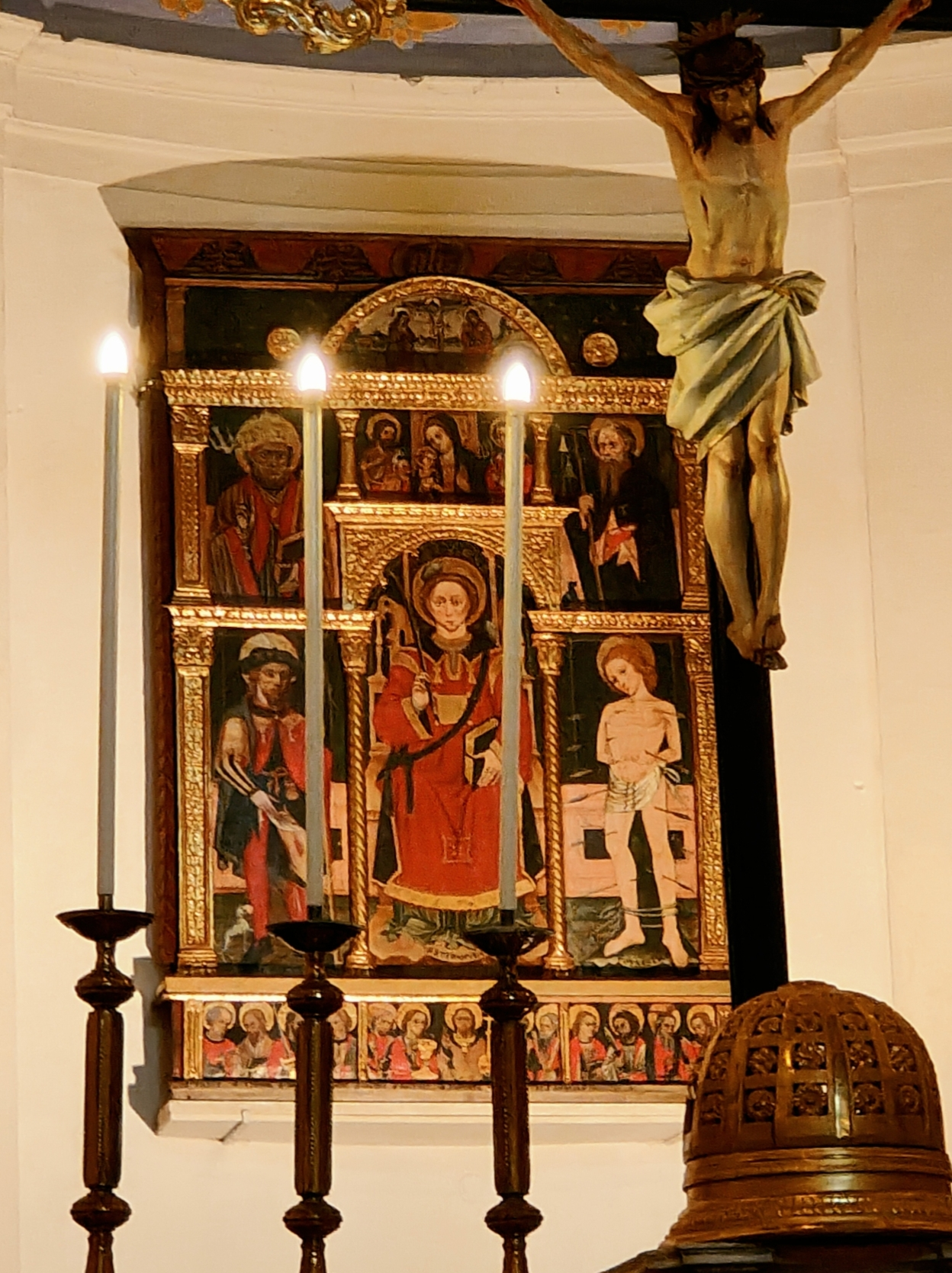
Frazione Pogli: Polittico del 1537 raffigurante Santo Stefano e santi del pittore Pietro Guido da Ranzo

- Chiesa parrocchiale di San Silvestro al di fuori del centro storico di Ortovero. Risalente all'epoca medievale, è il frutto di successivi interventi strutturali attuati tra il XVII e il XVIII secolo. Restaurata nel XIX secolo, la chiesa presenta decorazioni databili al periodo romanico.
- Oratorio di Santa Caterina d'Alessandria, attiguo alla parrocchiale di Ortovero. Sede dell'omonima confraternita dal 1417, l'attuale costruzione barocca è datata al Seicento. Oltre all'altare maggiore dello scultore Carlo Antonio Ripa, si conservano una tela raffigurante la Madonna col Bambino e santi, opera attribuita a Bernardo Reubado del 1636, due casse processionali ottocentesche di Santa Caterina e di San Leonardo da Porto Maurizio e crocifissi processionali.
- Cappella dell'Annunziata nel capoluogo, edificata nel 1752.
- Cappella di San Bernardo nella frazione di Campi, edificata nel 1612 e sede dell'omonima confraternita.
- Oratorio di San Giovanni Battista nella località di Fasceo. Edificato su un poggio a ridosso del borgo di Ortovero, già sede del castello duecentesco dei marchesi di Clavesana. L'edificio è in stile barocco.

- Chiesa parrocchiale di Santo Stefano nella frazione di Pogli. D'epoca medievale, fu rifatta nelle attuale forme a pianta ellittica nel corso dell'Ottocento. Al suo interno è custodito un polittico del 1537 raffigurante Santo Stefano e santi del pittore Pietro Guido da Ranzo. Davanti vi è ubicato il museo dedicato al concittadino Frate Ave Maria.

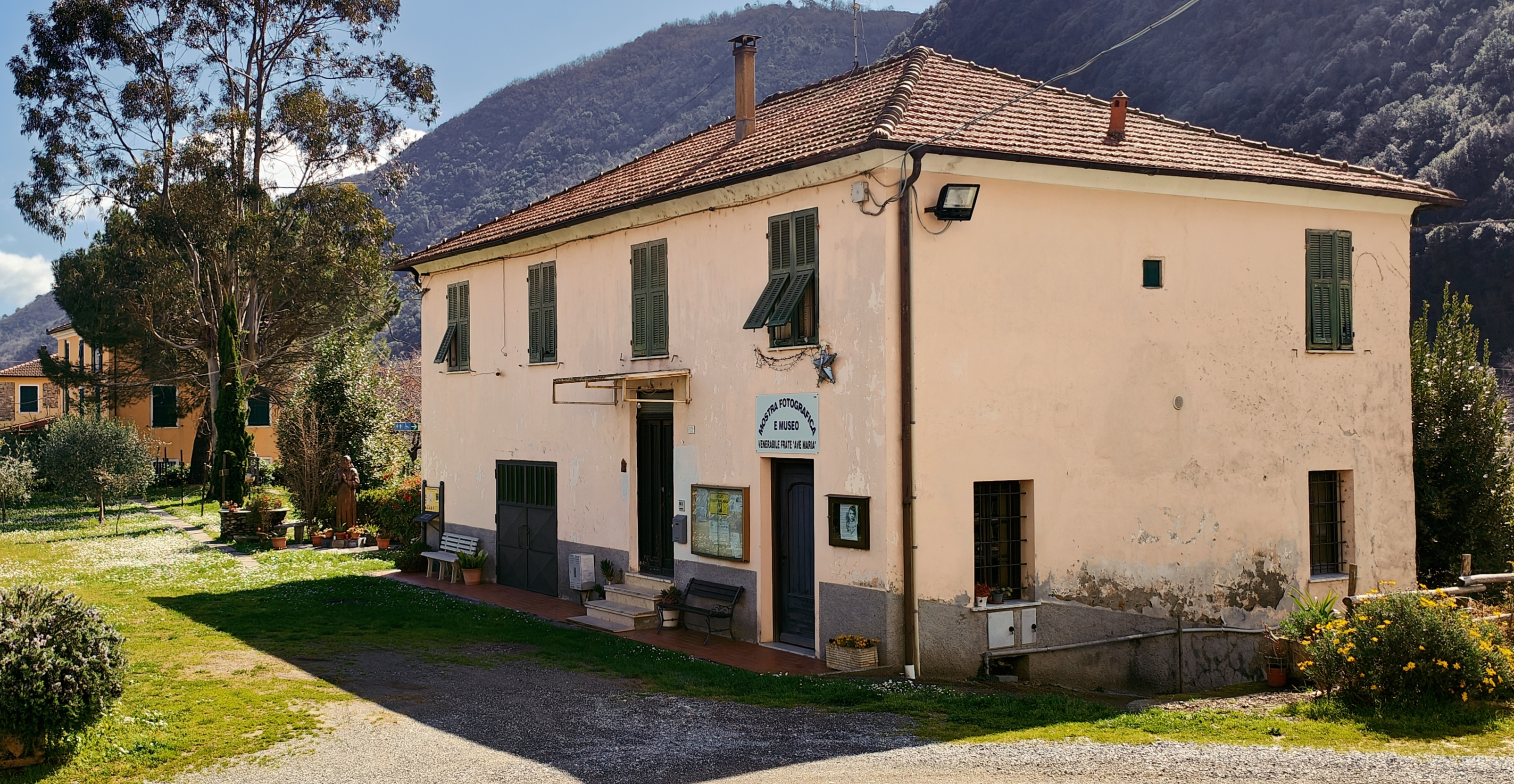
Casa-museo in frazione Pogli contenente foto e testimonianze di Frate Ave Maria davanti il piazzale della chiesa di Santo Stefano. In fondo la statua bronzea del mistico realizzata nel 2002

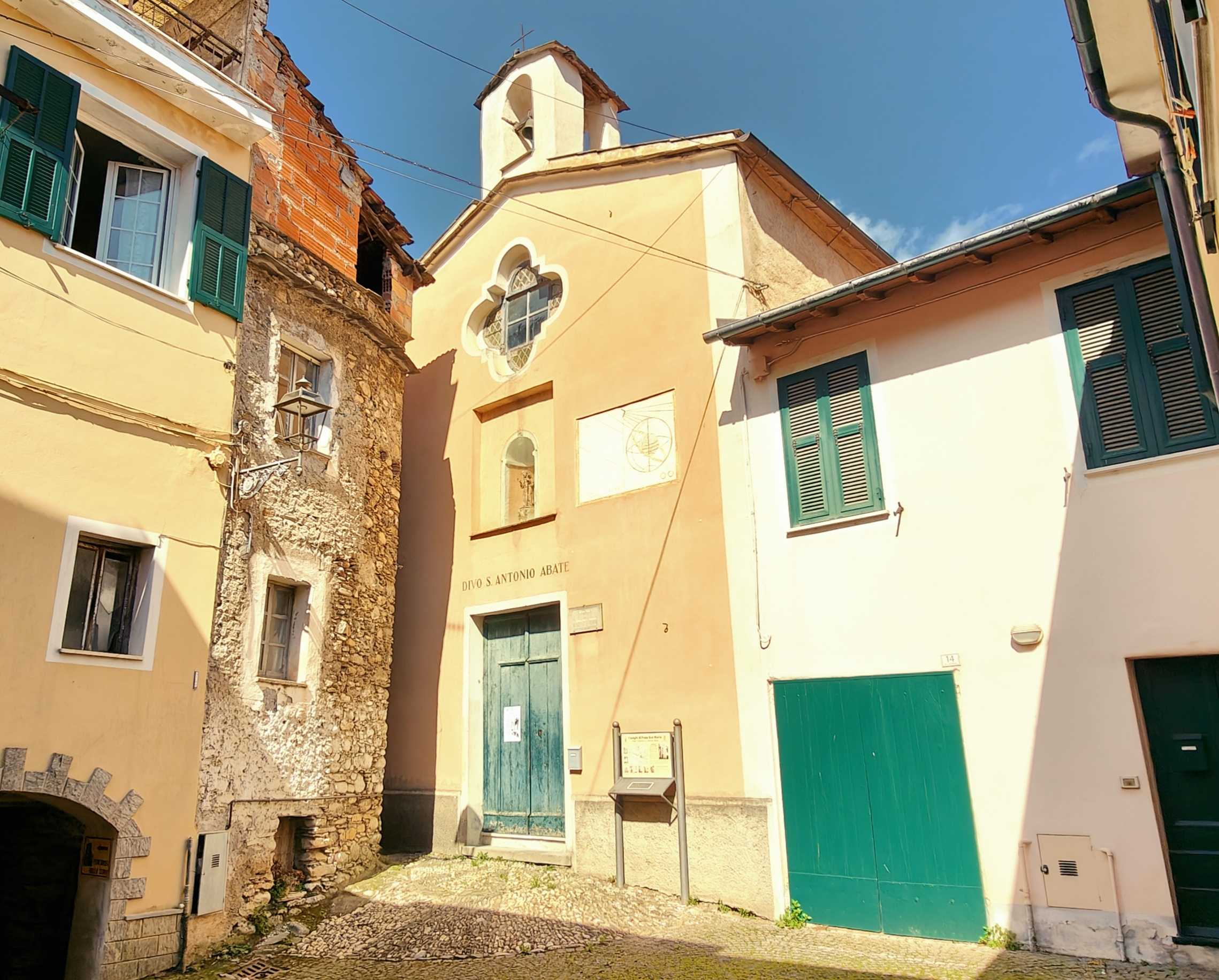
Oratorio di Sant'Antonio abate del sec. XVI in vicolo dell'Oratorio, Pogli

- Oratorio di Sant'Antonio Abate nella frazione di Pogli. Edificato nel XVI secolo e sede della locale confraternita, ha la particolarità di avere in facciata, oltre ad una statua del santo in una nicchia, una meridiana sulla parte destra.

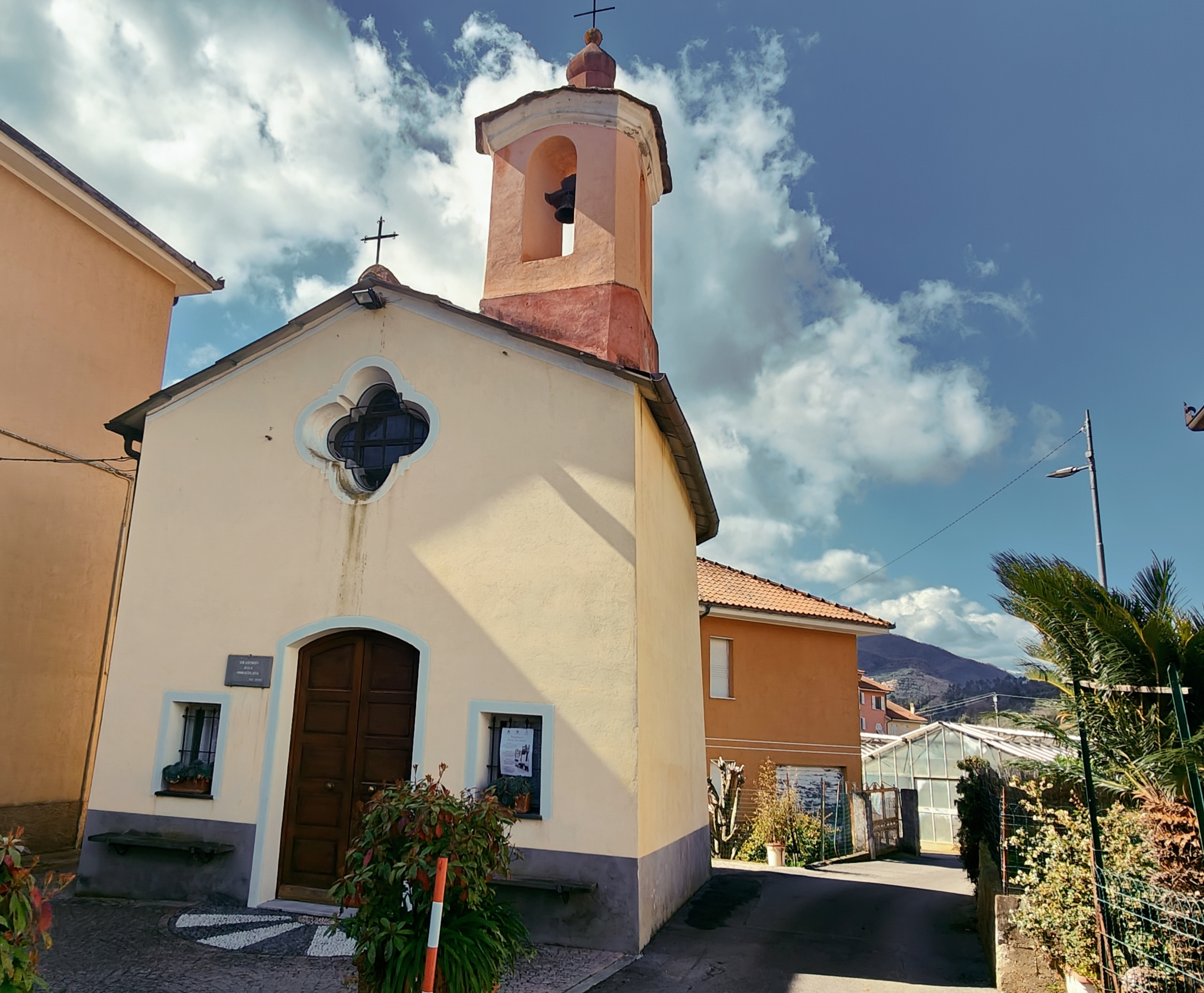
Pogli: Oratorio-cappella dell'Immacolata del secolo XVIII

- Cappella dell'Immacolata nella frazione di Pogli. Eretta nella località di Marta nel Settecento, è a pianta circolare e in stile barocco.
- Oratorio di San Bernardino nella località di Strà. Risalente al XV secolo e di forma ellittica, conserva un dipinto raffigurante l'Immacolata concezione con san Bernardino da Siena e, sullo sfondo, una veduta medievale di Albenga.

### Architetture civili

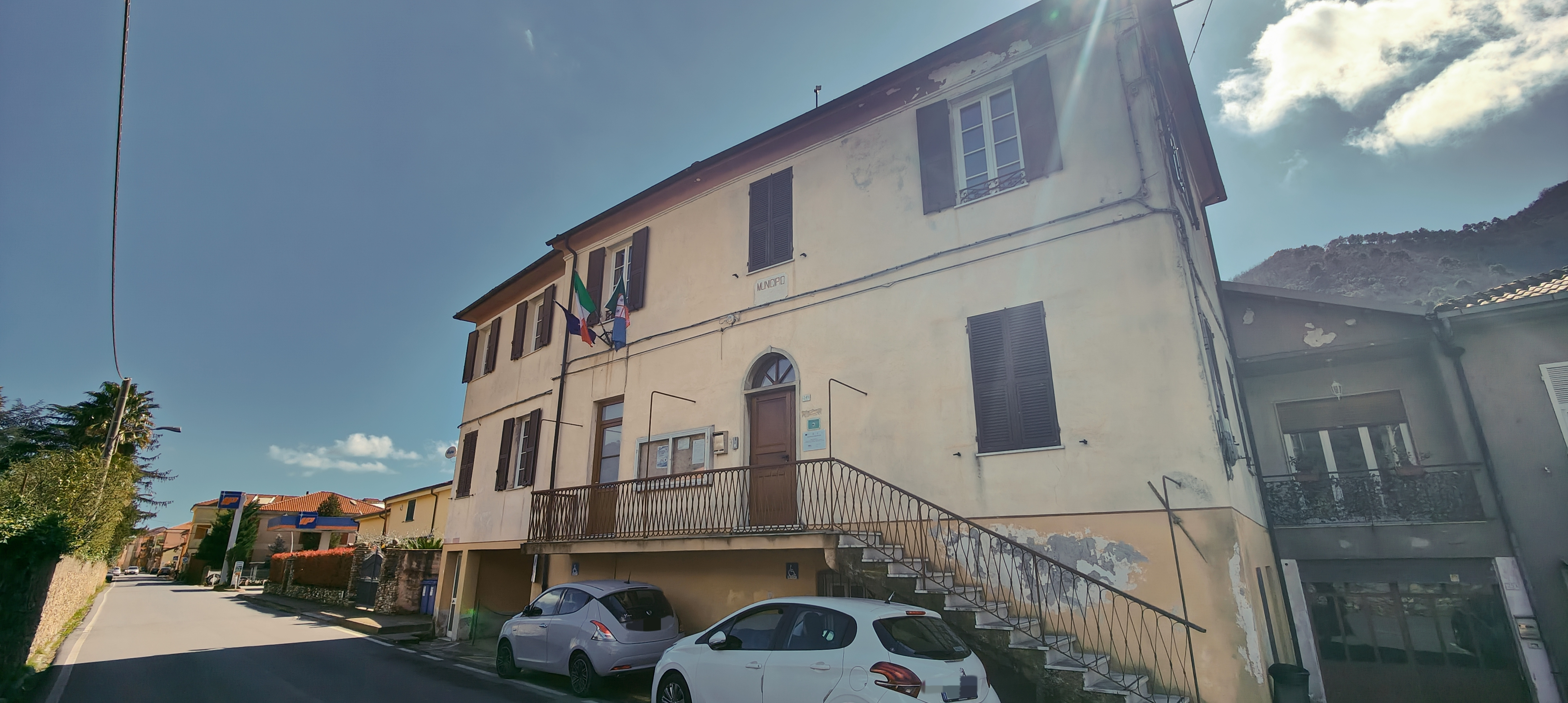
Palazzina del Comune in via Roma, sulla provinciale

- Casa natale di frate Ave Maria nella frazione Pogli (distante 2,6 km. da Ortovero).

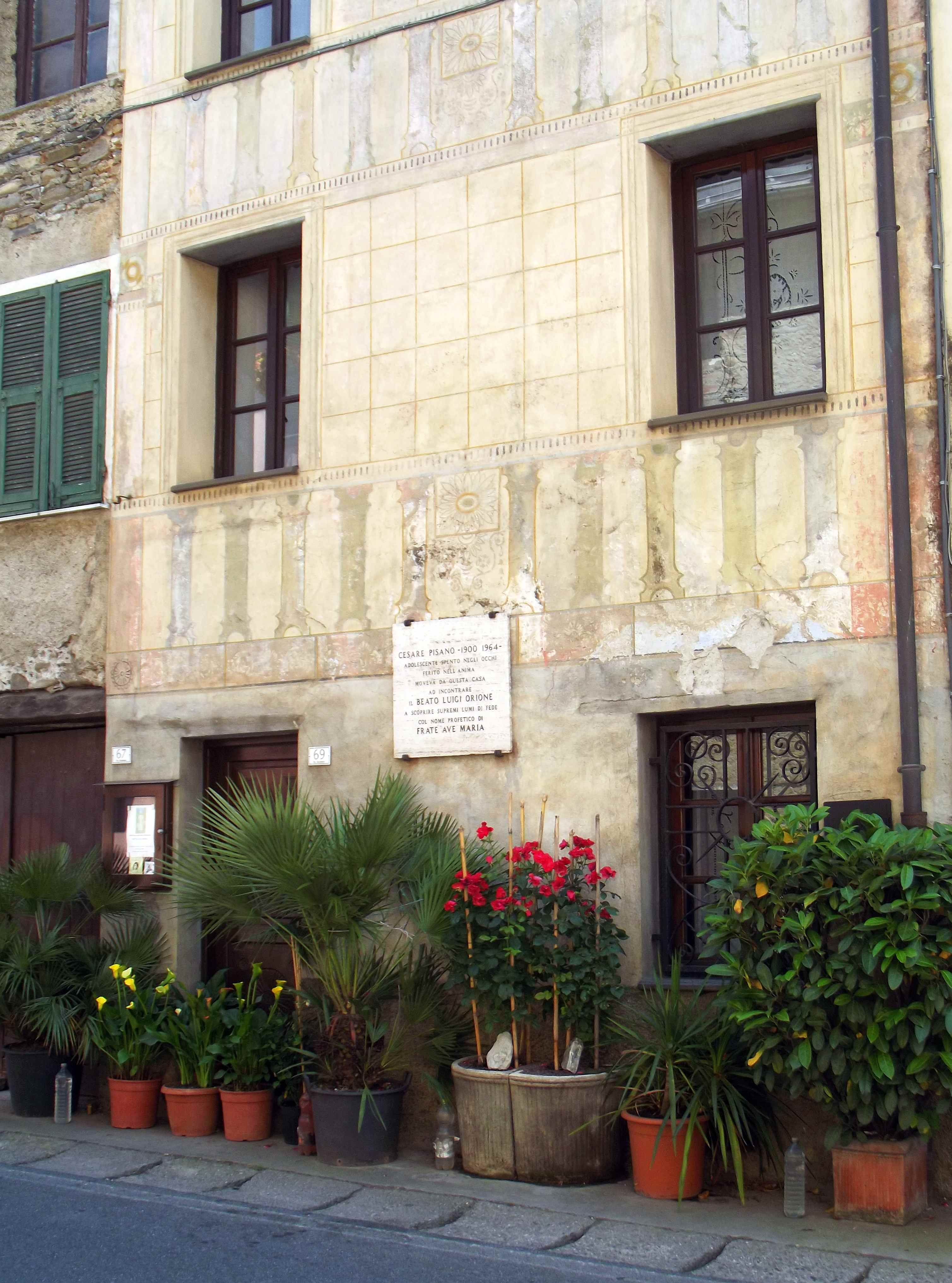
La casa natale di frate Ave Maria

- Villa Rolandi Ricci nel centro storico di Ortovero. In stile genovese del XVII secolo, fu originariamente di proprietà dei marchesi di Clavesana e quindi dei marchesi genovesi Pallavicino dalla metà del Settecento; nel 1834 fu acquistata dal marchese Carlo Rolandi Ricci e ancora oggi è proprietà dei suoi discendenti. Tipica del grande giardino della villa è una pianta di magnolia, ritenuta una delle più alte del territorio ligure.

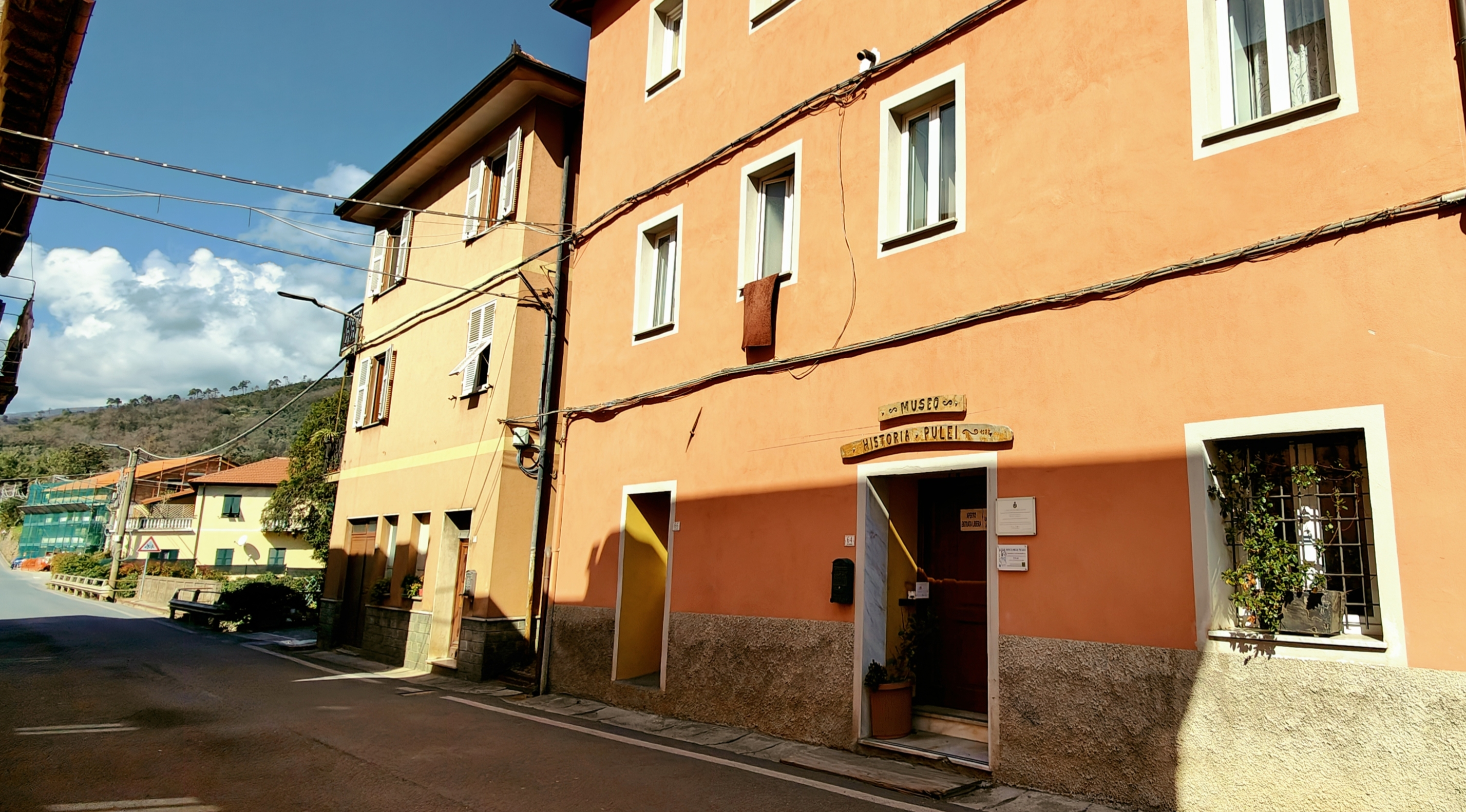
Frazione Pogli: museo della mostra fotografica permanente (Historia Pulei) istituita dal 2020 sulla origine del borgo fortificato di Pogli fondato nel 1288

### Architetture militari
- Castello di Ortovero. Sito in località Pozzo fu eretto nel XIII secolo dai Clavesana. Ad oggi esistono soltanto alcuni resti del castello[15], ruderi di una precedente torre e tracce di un villaggio abbandonato.

## Società

### Evoluzione demografica
Abitanti censiti

### Etnie e minoranze straniere
Secondo i dati Istat al 31 dicembre 2019, i cittadini stranieri residenti a Ortovero sono 189, così suddivisi per nazionalità, elencando per le presenze più significative:
- Marocco, 97
- Albania, 37

## Geografia antropica
Il territorio comunale, oltre al capoluogo, è costituito dalle due frazioni di Campi e Pogli per una superficie di 9,66 km²
Confina a nord con i comuni di Onzo, Vendone, Arnasco e Albenga, a sud con Casanova Lerrone e Villanova d'Albenga, ad ovest con Onzo e ad est con Albenga e Villanova d'Albenga.

## Economia
Basa principalmente la sua economia sull'attività agricola. Sul territorio vengono coltivati alberi da frutto, specie il pesco, si effettua la produzione di vini (Pigato e Vermentino) e la raccolta di funghi. 

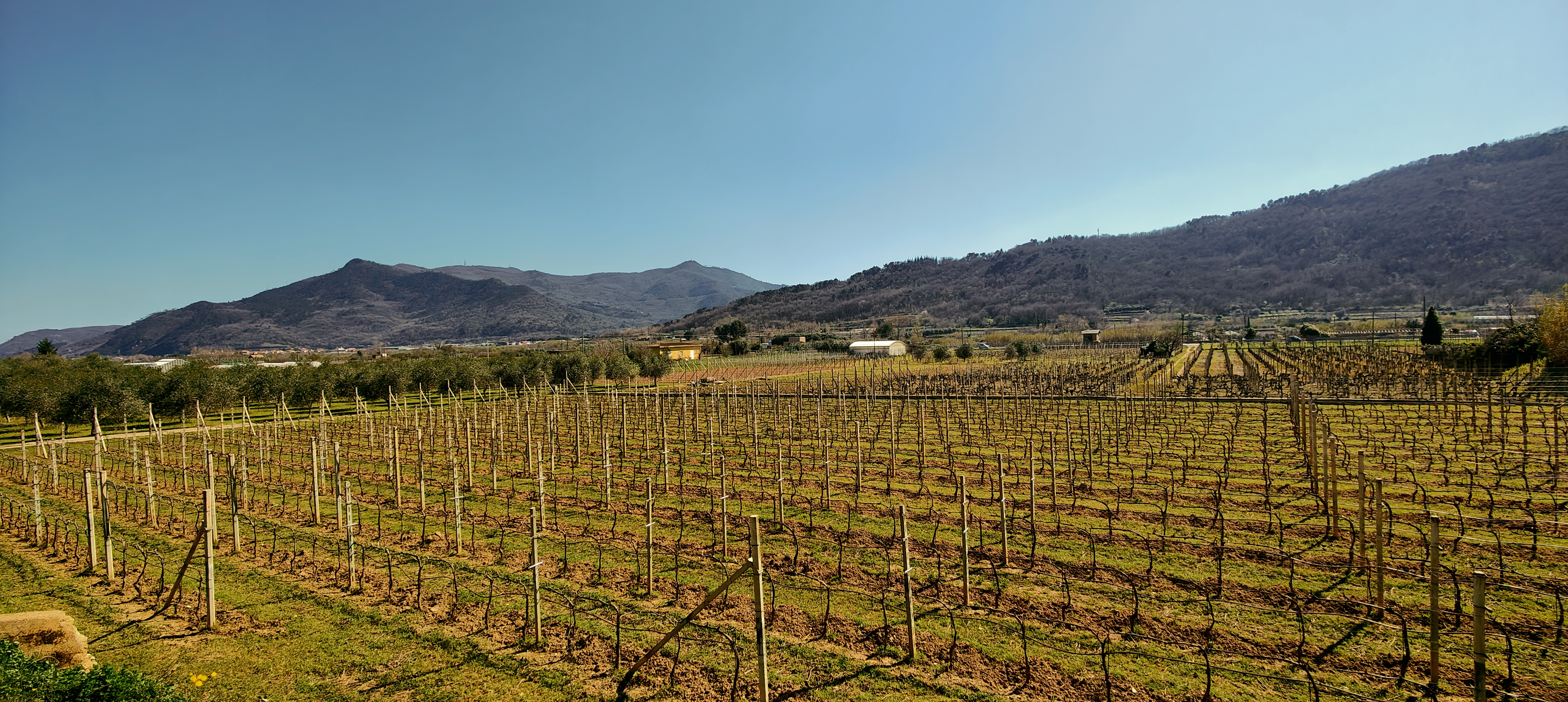
Vista dei vigneti da via Oliveto. La maggior parte delle culture è dedita ai vigneti

Inoltre, si coltivavano le rose: ancora oggi è infatti si ricorda questa coltivazione con la tradizionale "Sagra delle rose" nella frazione di Pogli. La coltivazione delle zucche trombette ha sostituito da tempo quella delle rose.La Sagra delle Pesche e del Vino Pigato si tiene, dal 1968, nella seconda settimana
di agosto.
Ad Ortovero il vitigno Pigato fu impiantato
negli anni 1830-31 dall'arciprete Francesco Gagliolo, ma dal 1950 messo sul mercato dalla cantina sociale della Liguria, la
Cooperativa Viticoltori Ingauni (167
soci di tutto il Ponente Ligure, volume di produzione 400.000
bottiglie tra Pigato, Rossese, Vermentino e
Ormeasco).

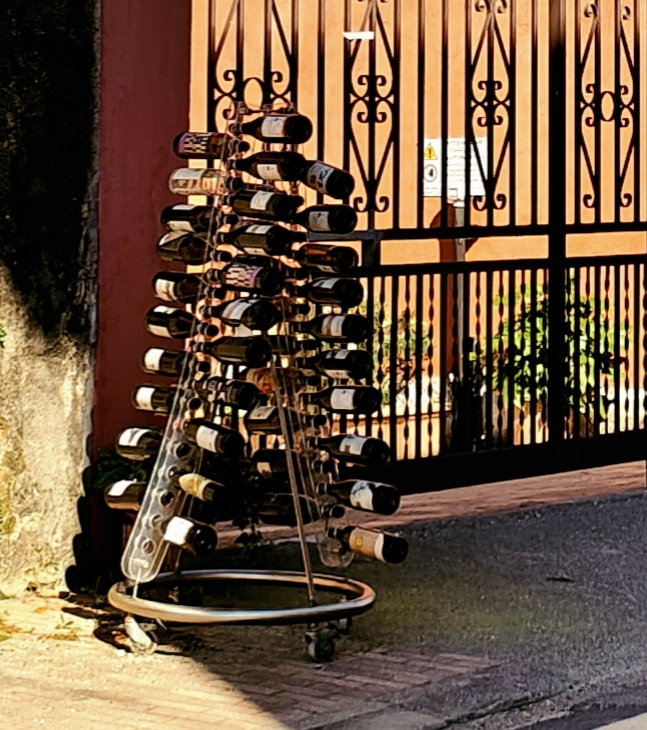
Ortovero: bottiglie per vino in asciugatura davanti le cantine

Nel 2000, Ortovero contò circa 50 produttori vitivinicoli residenti, con vigneti iscritti all'Albo "Riviera Ligure di
Ponente". Oltre il 15 % della superficie complessiva di tutti i vigneti di Pigato
D.O.C. è coltivato nel comune di Ortovero, rappresentando una realtà importantissima per il suo territorio.

## Infrastrutture e trasporti

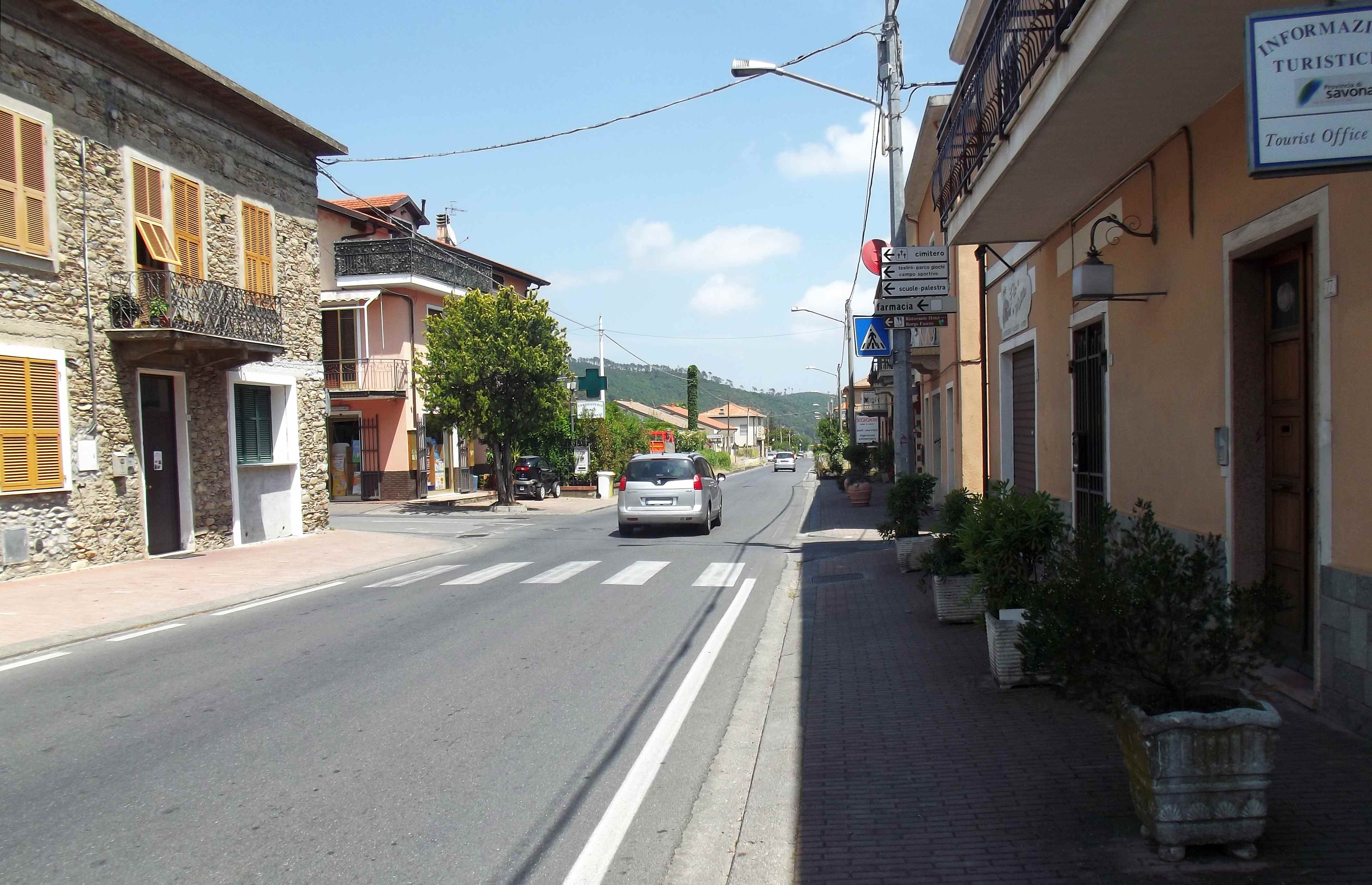
La strada statale 453 della Valle Arroscia a Ortovero

### Strade
Il territorio di Ortovero è attraversato principalmente dalla strada statale 453 della Valle Arroscia che permette il collegamento stradale con Villanova d'Albenga, ad est, e Ranzo ad ovest. Ulteriore arteria provinciale del territorio comunale ortoverese è la SP 21 per Vendone.

## Amministrazione
| Periodo        | Periodo        | Primo cittadino  | Partito                           | Carica  | Note |
| -------------- | -------------- | ---------------- | --------------------------------- | ------- | ---- |
| 6 giugno 1985  | 18 maggio 1990 | Giacomo Gaggino  | Partito Socialista Italiano       | Sindaco |      |
| 18 maggio 1990 | 24 aprile 1995 | Sergio Bonifazio | lista civica                      | Sindaco |      |
| 24 aprile 1995 | 14 giugno 1999 | Daniele Capello  | lista civica di centro            | Sindaco |      |
| 14 giugno 1999 | 14 giugno 2004 | Osvaldo Geddo    | lista civica di centro-sinistra   | Sindaco |      |
| 14 giugno 2004 | 8 giugno 2009  | Osvaldo Geddo    | lista civica                      | Sindaco |      |
| 8 giugno 2009  | 26 maggio 2014 | Mariagrazia Timo | Progetto Ortovero (lista civica)  | Sindaco |      |
| 26 maggio 2014 | 27 maggio 2019 | Andrea Delfino   | Lega Nord                         | Sindaco |      |
| 27 maggio 2019 | 10 giugno 2024 | Andrea Delfino   | Lega Nord                         | Sindaco |      |
| 10 giugno 2024 | in carica      | Osvaldo Geddo    | Scegliamo Ortovero (lista civica) | Sindaco |      |